# Magic!
MAGIC! es una banda canadiense de reggae-pop, compuesta por el compositor y productor discográfico Nasri Atweh en la voz principal y Mark Pellizzer, Alex Tanas y Ben Spivak. En 2013, lanzaron su sencillo de debut, «Rude» que alcanzó el número dos en Australia y Nueva Zelanda y el número siete en Canadá. El grupo MAGIC! aparece en el álbum homónimo de Shakira en la canción titulada «Cut me deep», lanzado en marzo de 2014. Después de sus éxitos sacaron su primer disco llamado «Don't Kill the Magic». Entre las canciones de este están, además de «Rude», «No Way No », «No Evil», «Don't Kill the Magic», «Mama Didn't Raise No Fool» y «Let Your Hair Down». La banda firmó con Sony Music Entertainment y también se ha asociado con Latium Entertainment y en el 2015 sacaron un sencillo de la canción homónima «Lay You Down Easy», que después sería añadida en su álbum del 2016 «Primary Colours».

## Miembros de la banda
- Nasri Atweh - voces y guitarra rítmica
- Mark Pellizzer - guitarra principal
- Ben Spivak - bajo

## Antiguos miembros
- Alex Tanas - batería, percusiones y caja de ritmos

## Discografía

### Álbumes de estudio
| Título               | Detalles | Posición más alta en las listas | Posición más alta en las listas | Posición más alta en las listas | Posición más alta en las listas | Posición más alta en las listas | Posición más alta en las listas | Posición más alta en las listas | Ventas                      |
| Título               | Detalles | CAN                             | AUS                             | JPN                             | NZ                              | SWE                             | UK                              | US                              | Ventas                      |
| -------------------- | --- | ------------------------------- | ------------------------------- | ------------------------------- | ------------------------------- | ------------------------------- | ------------------------------- | ------------------------------- | --------------------------- |
| Don't Kill the Magic | - Lanzado: 30 de junio del 2014 - Discografía: Sony Music Entertainment - Formatos: CD, LP, descarga digital     | 5                               | 66                              | 70                              | 30                              | 25                              | 19                              | 6                               | - CAN: 15,500 - US: 156,000 |
| Primary Colours      | - Lanzado: 1 de julio del 2016 - Discografía: Sony Music Entertainment - Formatos: CD, LP, descarga digital      | 19                              | —                               | 114                             | —                               | —                               | —                               | 124                             |                             |
| Expectations         | - Lanzamiento: 7 de septiembre de 2018 - Discográfica: Sony Music Entertainment - Formatos: CD, descarga digital | —                               | —                               | —                               | —                               | —                               | —                               | —                               |                             |

### Sencillos
| "Rude"                                               | 2013 | 6  | 2  | 3 | 3 | 7 | 4  | 5 | 2 | 2 | 1 | 1 | - MC: 3× Platinum - ARIA: 4× Platinum - BPI: Platinum - BVMI: Gold - GLF: 3× Platinum - IFPI DEN: 3× Platinum - RMNZ: Platinum - RIAA: 3× Platinum | Don't Kill the Magic |      |           |                                                     |                                                     |                                                     |                                                     |                                                     |                                                     |                                                     |                                                     |                                                     |                                                     |                                                     |                                                     |                                                     |                                                     |                                                     |                                                     |
| "Don't Kill the Magic"                               | 2014 | 22 | 53 | — | — | — | —  | — | — | — | — | — | | Don't Kill the Magic |      |           |                                                     |                                                     |                                                     |                                                     |                                                     |                                                     |                                                     |                                                     |                                                     |                                                     |                                                     |                                                     |                                                     |                                                     |                                                     |                                                     |
| "Let Your Hair Down"                                 | 2014 | 20 | —  | — | — | — | —  | — | — | — | — | — | - MC: Platinum | Don't Kill the Magic |      |           |                                                     |                                                     |                                                     |                                                     |                                                     |                                                     |                                                     |                                                     |                                                     |                                                     |                                                     |                                                     |                                                     |                                                     |                                                     |                                                     |
| "No Way No"                                          | 2015 | 23 | —  | — | — | — | —  | — | — | — | — | — | - MC: Gold | Don't Kill the Magic |      |           |                                                     |                                                     |                                                     |                                                     |                                                     |                                                     |                                                     |                                                     |                                                     |                                                     |                                                     |                                                     |                                                     |                                                     |                                                     |                                                     |
| "#Sunday-Funday"                                     | 2015 | 72 | —  | — | — | — | —  | — | — | — | — | — | | No-álbum sencillo    |      |           |                                                     |                                                     |                                                     |                                                     |                                                     |                                                     |                                                     |                                                     |                                                     |                                                     |                                                     |                                                     |                                                     |                                                     |                                                     |                                                     |
| "Lay You Down Easy" (featuring Sean Paul)            | 2016 | 36 | 91 | — | — | — | 51 | — | — | — | — | — | - MC: Platinum | Primary Colours      |      |           |                                                     |                                                     |                                                     |                                                     |                                                     |                                                     |                                                     |                                                     |                                                     |                                                     |                                                     |                                                     |                                                     |                                                     |                                                     |                                                     |
| "Red Dress"                                          | 2016 | —  | —  | — | — | — | —  | — | — | — | — | — | | Primary Colours      |      |           |                                                     |                                                     |                                                     |                                                     |                                                     |                                                     |                                                     |                                                     |                                                     |                                                     |                                                     |                                                     |                                                     |                                                     |                                                     |                                                     |
| "No Regrets"                                         | 2016 | —  | —  | — | — | — | —  | — | — | — | — | — | | Primary Colours      |      |           |                                                     |                                                     |                                                     |                                                     |                                                     |                                                     |                                                     |                                                     |                                                     |                                                     |                                                     |                                                     |                                                     |                                                     |                                                     |                                                     |
| "Girl at Coachella" (with Matoma featuring D.R.A.M.) | 2017 | —  | —  | — | — | — | —  | — | — | — | — | — | | TBA                  | 2018 | "Kiss Me" | "—" Denota que no se posicionó en dicho territorio. | "—" Denota que no se posicionó en dicho territorio. | "—" Denota que no se posicionó en dicho territorio. | "—" Denota que no se posicionó en dicho territorio. | "—" Denota que no se posicionó en dicho territorio. | "—" Denota que no se posicionó en dicho territorio. | "—" Denota que no se posicionó en dicho territorio. | "—" Denota que no se posicionó en dicho territorio. | "—" Denota que no se posicionó en dicho territorio. | "—" Denota que no se posicionó en dicho territorio. | "—" Denota que no se posicionó en dicho territorio. | "—" Denota que no se posicionó en dicho territorio. | "—" Denota que no se posicionó en dicho territorio. | "—" Denota que no se posicionó en dicho territorio. | "—" Denota que no se posicionó en dicho territorio. | "—" Denota que no se posicionó en dicho territorio. |

## Premios y nominaciones
| Año  | Premio                 | Trabajo Nominado     | Categoría                                     | Resultado |
| ---- | ---------------------- | -------------------- | --------------------------------------------- | --------- |
| 2014 | MuchMusic Video Awards | "Rude"               | International Video of the Year by a Canadian | Nominado  |
| 2014 | Teen Choice Awards     | "Rude"               | Choice Music: Song Group                      | Nominado  |
| 2014 | Teen Choice Awards     | "Rude"               | Choice Summer Song                            | Nominado  |
| 2014 | Teen Choice Awards     | MAGIC!               | Choice Summer Group                           | Nominado  |
| 2014 | American Music Awards  | "Rude"               | Single of the Year                            | Nominado  |
| 2015 | Juno Awards            | MAGIC!               | Breakthrough Group of the Year                | Ganador   |
| 2015 | Juno Awards            | MAGIC!               | Fan Choice Award                              | Nominado  |
| 2015 | Juno Awards            | MAGIC!               | Songwriter of the Year                        | Nominado  |
| 2015 | Juno Awards            | "Rude"               | Single of the Year                            | Ganador   |
| 2015 | Juno Awards            | Don't Kill the Magic | Pop Album of the Year                         | Nominado  |
| 2015 | Billboard Music Awards | MAGIC!               | Top Duo/Group                                 | Nominado  |
| 2015 | Billboard Music Awards | "Rude"               | Top Radio Song                                | Nominado  |
|      | The SOCAN Awards       | MAGIC!               | International Achievement Award               | Ganador   |